# Anselmo Tadeu
Anselmo Tadeu Silva do Nascimento, mais conhecido como Anselmo Tadeu, ou Anselmo (Rio de Janeiro, 24 de outubro de 1980), é um futebolista brasileiro que atua como atacante e meia.

## Carreira
Anselmo começou sua carreira nas categorias de base do Campo Grande, aos 17 anos, subindo para o time profissional em pouco tempo. Em 2001, atuando pelo Flamengo-SP, destacou-se durante um amistoso contra o Palmeiras B e foi contratado pelo clube alviverde. Após atuar pela Série B1 do Campeonato Paulista do mesmo ano, foi emprestado ao Londrina, onde disputou a Série B do Brasileirão.
Em 2002, de volta para São Paulo, disputou a Série A3 do Paulistão, sendo posteriormente promovido ao time principal, por onde atuou até 2003, quando passou um curto período fora do Brasil jogando pelo Al-Sailiya do Catar.
Entre 2004 e 2008, passou por vários clubes brasileiros. Nesse período, foi vice-campeão estadual pelo Atlético Goianiense em 2006.
Em 2008, o Halmstads BK da Suécia, à procura de um substituto para Dusan Djuric, que estava de saída para o FC Zürich, optou por assinar Anselmo. Custando 3 milhões de Coroas Suecas, ele se tornou o jogador mais caro que o clube já tinha comprado até o momento. Ao final do contrato, Anselmo e Halmstads não chegaram a um acordo de valores e o jogador voltou ao Brasil para atuar no Botafogo-SP. Ao final do Campeonato Paulista, acertou seu retorno ao Atlético Goianiense. No ano seguinte, acertou com o Nanchang Hengyuan. Em 2013, acertou com o Ceará. Seu primeiro gol foi contra o Maranguape, em um amistoso. Foi dispensado após não vingar no vozão, não agradando a diretoria e nem a torcida. No dia 28 de maio de 2013 retornou ao Atlético Goianiense.
Acertou, para a temporada de 2014, com o Linense. No segundo semestre participou com o Tombense da Série D 2014.
Em 2015, assinou com o Boavista para a disputa do Campeonato Carioca, sendo esta sua terceira passagem por este clube. Tornou-se artilheiro do seu time com 7 gols, ajudando-o no Play-off do rebaixamento, em que marcou três gols contra o Nova Iguaçu que ajudaram a o clube da queda. Foram dois gols no primeiro jogo, que terminou em 3 a 0 e 1 gol no segundo jogo, que terminou em 2 a 0, ambos a favor do verdão da saquarema.
Foi contratado em Março de 2015 pelo Macaé, Anselmo vestira a camisa do seu 20° clube na carreira. O jogador acumula rodagens pela própria Série B do Brasileiro. A sua última participação na competição foi com a camisa do Atlético-GO, em 2013. O veterano atacante destacou o peso do campeonato e a importância da competição, que o Macaé disputa pela primeira vez na sua história.  Virou ídolo do Fortaleza ao ser o artilheiro do Campeonato Cearense: 2016. E um dos destaques da competição.
Acertou, para a temporada de 2017, com o Náutico. Após 12 jogos, não chegou a um acordo em relação ao valor de seu salário e deixou o clube. Para a sequência da temporada, assinou com o Paysandu em 17 de julho.
Em 23 de novembro de 2017, o Volta Redonda anunciou a contratação de Anselmo para a temporada seguinte. Devido a problemas pessoais, o atleta rescindiu seu contrato em agosto de 2018.
Após alguns meses sem clube, acertou com o Santo André em dezembro de 2018. No clube, disputou a Série A2 do Paulistão. Anselmo foi um dos jogadores decisivos nas fases finais e a equipe sagrou-se campeã do torneio. Depois da exitosa campanha do time andreense, o Água Santa acabou contratando Anselmo e outros dez jogadores daquele elenco para a disputa da Copa Paulista.
Em dezembro de 2019, Anselmo foi anunciado como reforço do Sergipe para o Campeonato Sergipano de 2020. Com 8 rodadas disputadas, o torneio estadual foi paralisado devido à Pandemia de COVID-19. Então, o clube, sem condições de manter o elenco, dispensou todos os jogadores. Em maio de 2020, o atacante foi anunciado como novo reforço da Portuguesa. Depois de uma passagem sem gols e da eliminação na Série A2 do Campeonato Paulista, Anselmo retorna ao estado de Sergipe, mas, dessa vez, contratado pelo Freipaulistano.

## Títulos
Ceará
- Campeonato Cearense: 2013

Tombense
- Campeonato Brasileiro - Série D: 2014

Fortaleza
- Campeonato Cearense: 2016

Santo André
- Campeonato Paulista - Série A2: 2019